# Hanna Diyab
Antun Yusuf Hanna Diyab (en árabe: اَنْطون يوسُف حَنّا دِياب‎, romanizado: Anṭūn Yūsuf Ḥannā Diyāb; nacido c. 1688) fue un escritor y narrador oral sirio maronita. De Diyab provienen los famosos cuentos de Aladino y Alí Babá y los Cuarenta Ladrones de Las mil y una noches, traducidos y añadidos a la colección por Antoine Galland.
Durante mucho tiempo solo se le conocía a través de breves menciones en el diario de Antoine Galland, pero la traducción y publicación de su autobiografía manuscrita en 2015 amplió drásticamente el conocimiento sobre su vida. Reevaluaciones recientes de la contribución de Diyab a Les mille et une nuits, la enormemente influyente versión de Galland de Las mil y una noches en árabe, han sugerido que su habilidad artística es fundamental para entender la historia literaria de cuentos tan famosos como Aladino o Alí Babá y los cuarenta ladrones, a pesar de que Diyab nunca fue mencionado en las publicaciones de Galland.
Ruth B. Bottigheimer y Paulo Lemos Horta han afirmado que Diyab debe entenderse como el autor original de algunas de las historias que narró, e incluso que varias de las historias de Diyab (Aladino, entre ellas) se inspiraron en parte en sucesos de la propia vida de Diyab, en tanto se aprecian paralelos con su autobiografía.

## Vida

### Primeros años en Siria y viaje a Francia
Diyab nació en una familia cristiana maronita en Alepo, Siria otomana, alrededor de 1688 y quedó huérfano de padre cuando aún era adolescente. Trabajando en su juventud para comerciantes franceses en Siria, Diyab aprendió el francés y el italiano; según Galland, también tenía conocimientos de provenzal y de turco; es posible asimismo que, como maronita, supiera algo de siríaco.
Diyab se vinculó brevemente como novicio a un monasterio maronita en el Monte Líbano, pero lo abandonó. En su regreso a casa, a principios de 1707, conoció al francés Paul Lucas, que estaba en una expedición en nombre de Luis XIV de Francia en busca de antigüedades. Lucas invitó a Diyab a que regresaran juntos a Francia, trabajando para él como sirviente, asistente e intérprete, sugiriéndole que podría encontrar trabajo en la Biblioteca Real en París.
Partiendo de Aleppo en febrero de 1707,  visitaron Trípoli, Sidón, Beirut, Chipre, entonces a Egipto, desde donde  viajaron a Libia, y luego a Túnez. De allí  partió a Córcega, Livorno, Génova y Marsella, antes de llegar a París a comienzos de 1708, donde su estancia culminó con su recepción en Versalles en los apartamentos de Luis XIV. Diyab fue recibido con alguna anticipación en París, en parte debido a que Lucas le hizo poner su traje nacional y llevar una jaula con dos jerboas (Jaculus sp.: Rodentia, Dipodidae) de Túnez. Se reunió con el rey en Versalles. Sin embargo, cansado de la búsqueda de nombramientos, regresó a Aleppo en 1710.

### Narración de historias a Galland
Mientras se encontraba en París, Diyab conoció al orientalista Antoine Galland el domingo 17 de marzo de 1709. El diario de Galland contiene extensos resúmenes de cuentos narrados por Diyab el 25 de marzo. Galland escribió más historias, aparentemente provenientes de la narración oral, en mayo y junio de ese año. Galland procedió a incluir estas obras como una continuación de su traducción al francés de un manuscrito árabe incompleto de Las mil y una noches, e incluyen algunas de las historias que habrían de convertirse en las más populares y las más estrechamente asociadas con Las mil y una noches en la literatura mundial posterior. Parece probable que Diyab haya narrado estas historias en francés. La autobiografía de Diyab describe a Lucas como poseedor de capacidades médicas milagrosas, pero Diyab disfrutó de menos reconocimiento por parte de sus socios franceses: no se le dio crédito en la obra publicada de Galland, ni mención alguna en los escritos de Lucas. Según su autobiografía, Galland temía que Diyab obtuviera un puesto en la Biblioteca Real que deseaba para él, mientras que Galland había conspirado para enviar a Diyab de regreso a Alepo.

### Vida posterior
Tras su regreso a Alepo en 1710, Diyab se convirtió en un exitoso comerciante de telas con la ayuda de su hermano Abdallah. Se casó en 1717 y tuvo numerososo descendientes. Para 1740, vivía en una de las casas más grandes de la comunidad, junto a su madre y dos hermanos mayores.
Además de escribir su autobiografía en 1763, Diyab parece haber copiado (o al menos tenido en su poder) otro manuscrito (Biblioteca del Vaticano, Sbath 108), que incluye traducciones al árabe del diario de viaje Sefaretname de Ilyas ibn Hanna al-Mawsili (llamado por los españoles Don Elías de Babilonia) sobre sus propios viajes, el relato de Ilyas de la conquista española de las Américas, y un relato del embajador otomano Yirmisekizzade Mehmed Said Pasha de su embajada de 1719 en Francia.

## Historias narradas por Diyab
Según lo tabulado por Ulrich Marzolph, las historias narradas por Diyab a Galland, la mayoría de las cuales aparecieron en Les mille et une nuits de Galland, fueron:
| Fecha (en 1709) | Título                                                    | Tipo de cuento ATU                                | Número en Galland | Número en Chauvin |
| --------------- | --------------------------------------------------------- | ------------------------------------------------- | ----------------- | ----------------- |
| 25 de marzo     | 'varios cuentos árabes muy hermosos'                      |                                                   |                   |                   |
| 5 de Mayo       | Aladino                                                   | 561                                               | vol. 9.2          | Nº 19             |
| 6 de mayo       | Qamar al-din y Badr al-Budur                              | 888                                               |                   |                   |
| 10 de mayo      | Las aventuras nocturnas del califa                        | Cuento de marco, que contiene los siguientes tres | vol. 10.1         | Nº 209            |
| 10 de mayo      | El ciego Bābā ʿAbdallāh                                   | 836F*                                             | vol. 10.2         | Nº 725            |
| 10 de mayo      | Sidī Nuʿmān                                               | 449                                               | vol. 10.3         | Nº 371            |
| 10 de mayo      | Ali al-Zaybaq                                             | Mención breve solamente                           |                   |                   |
| Mayo 13         | El caballo de ébano                                       | 575                                               | vol. 11.3         | Nº 130            |
| 15 de mayo      | La ciudad dorada                                          | 306                                               |                   |                   |
| 22 de mayo      | El príncipe Ahmed y el hada Perī-Bānū                     | 653A+465                                          | vol. 12.1         | Nº 286            |
| 23 de mayo      | El sultán de Samarcanda y sus tres hijos                  | 550+301                                           |                   | Nº 181            |
| 25 de mayo      | Las dos hermanas celosas de su hermana menor              | 707                                               | vol. 12.2         | Nº 375            |
| 27 de mayo      | Los diez visires                                          | 875D*                                             |                   | Nº 48             |
| 27 de mayo      | Alí Babá                                                  | 676+954                                           | vol. 11.1         | Nº 241            |
| 29 de mayo      | Khawājā Hasan al-Habbāl                                   | 945A*                                             | vol. 10.4         | Nº 202            |
| 29 de mayo      | Alī Khawājā y el mercader de Bagdad                       | 1617                                              | vol. 11.2         | Nº 26             |
| 31 de Mayo      | La bolsa, el cuerno del derviche, los higos y los cuernos | 566                                               |                   |                   |
| 2 de junio      | Hasan el vendedor de té de hierbas                        |                                                   |                   |                   |

Si bien generalmente corresponden a tipos de cuentos internacionales generalizados y fueron tanto presentados por Galland y, a menudo, todavía hoy imaginados como cuentos populares árabes tradicionales, es probable que el repertorio y el estilo narrativo de Diyab sean un reflejo de su educación y conocimiento literario, multilingüismo y extensos viajes dentro y más allá del mundo árabe.

## Obras
- Dyâb, Hanna, D'Alep à Paris: Les pérégrinations d'un jeune syrien au temps de Louis XIV, ed. y trans. de Paule Fahmé-Thiéry, Bernard Heyberger y Jérôme Lentin (París: Sindbad, 2015) [autobiografía en traducción al francés].
- Dyâb, Hanna, Min Halab ila Baris: Rihla ila Bilat Luwis Arrabi' 'Ashir, ed. de Mamede Jarouche y Safa A.-C. Jubran (Beirut/Bagdad: Al-Jamal, 2017) [edición crítica en árabe]
- Diyāb, Ḥannā, The book of travels, ed. por Johannes Stephan, trad. por Elias Muhanna, 2 vols (Nueva York: New York University Press, 2021),ISBN 9781479810949
- Ulrich Marzolph y Anne E. Duggan, 'Ḥannā Diyāb's Tales', Marvels & Tales 32.1 (2018), 133–154 (parte I); 32.2 (2018) 435–456 (parte II) [traducciones al inglés de los resúmenes de los cuentos de Diyab de Galland].
- Registro de catálogo y digitalización de la Biblioteca del Vaticano, Sbath.108 [un manuscrito del que Diyāb parece haber sido el escriba].
- Registro de catálogo y digitalización de la Biblioteca del Vaticano, Sbath.254 [Autobiografía manuscrita de Diyāb en facsímil digital].